# 佐羽淡斎
佐羽 淡斎（さば たんさい、1772年4月12日（明和9年3月10日） - 1825年8月17日（文政8年7月4日））は、江戸時代の漢詩人、商人。名は芳、字は蘭卿、号は淡斎・風月主人。

## 概要
上野桐生の絹買次商である佐羽吉右衛門の4男として生まれ、若い頃から漢詩に熱中した。1810年（文化7年）、初代吉右衛門の後を継いで2代目吉右衛門を名乗り、桐生随一の絹買次商となった。淡斎は利益を独占せずに広く困窮者に施しただけでなく、その財力を生かして、亀田鵬斎・大窪詩仏・市河寬斎・山本北山・菊池五山・柏木如亭といった漢詩人のパトロン的役割を果たした。
淡斎の詩は南宋の三大家（陸游・笵成大・楊誠斎）からの尋章摘句というべき作風と評される。一方で、白話小説に通じる一面もあった。
群馬県立女子大学で佐羽淡齋研究会が活動している。